# چگونه اروپا آفریقا را توسعه‌نیافته کرد
چگونه اروپا آفریقا را توسعه نیافته کرد (انگلیسی: How Europe Underdeveloped Africa) کتابی است در سال ۱۹۷۲ که توسط والتر رودنی نوشته شده‌است و توضیح می‌دهد که چگونه آفریقا به‌طور عمدی توسط رژیم‌های استعماری اروپایی استثمار و توسعه نیافته شده‌است. یکی از بحث‌های اصلی او در سراسر کتاب این است که آفریقا، اروپا را به همان میزانی که اروپا آفریقا توسعه نیافته کرده بود، توسعه داد.
رودنی استدلال می‌کند که ترکیبی از سیاست قدرت و استثمار اقتصادی آفریقا توسط اروپایی‌ها منجر به وضعیت بد توسعه سیاسی و اقتصادی آفریقا در اواخر قرن بیستم شد. اگرچه، او قصد نداشت مسئولیت نهایی توسعه را از دوش آفریقایی‌ها بردارد… [او معتقد است] هر آفریقایی مسئولیت درک نظام [سرمایه‌داری] و تلاش برای سرنگونی آن را دارد.
این کتاب به همراه کتاب دوزخیان روی زمین اثر فرانتس فانون، نمونه‌ای محبوب از کتاب‌های قرن بیستم دربارهٔ توسعه آفریقا و نظریه پسااستعماری است.